# Michelle Gagnon
Pour les articles homonymes, voir Gagnon.
Œuvres principales
Trilogie Expérience Noa Torson
Série Kelly Jones
Michelle Gagnon est une romancière américano-irlandaise née en 1971. Elle a écrit plusieurs romans à succès qui ont été publiés dans plusieurs pays du monde entier : Amérique du Nord, France, Espagne, Norvège, Suède, Finlande, Danemark, Argentine et Australie.
Elle a publié plusieurs thrillers pour adultes. La série Expérience Noa Torson est la première à destination des adolescents et jeunes adultes.

## Biographie
Michelle Gagnon a la double nationalité, américaine et irlandaise, et vit actuellement[Depuis quand ?] à San Francisco. Elle a été danseuse (danse moderne), promeneuse de chiens, serveuse, journaliste, coach personnel et mannequin.
Avec d’autres auteurs tels que Tamim Ansary, Khaled Hosseini et Kemble Scott, elle fait partie de la Writers Workshop San Francisco.

## Prix
Son deuxième roman, La Forêt de la peur, a été nommé pour le Daphné du Maurier Award dans la catégorie mystère et suspense.
Sa trilogie Expérience Noa Torson a reçu des critiques étoilés de Kirkus, Voya et School Library Journal.
Elle a également été sélectionné par la Junior Library Guild, et par le Texas State Library Association pour leur liste de lectures recommandées pour les adolescents.
Son premier roman de la série Expérience Noa Torson a remporté le prix du Meilleur Roman Jeunesse au 20e Festival Polar de Cognac.

## Œuvres

### Série de l'agentKelly Jones
1. Le Cercle de sang, Mira, 2010 ((en) The tunnels, 2007)
2. La Forêt de la peur, Mira, 2010 ((en) Boneyard, 2008)
3. Frayeur, Harlequin, coll. « Best-Sellers », 2010 ((en) The Gatekeeper, 2009)
4. Jusqu'au bout du mal, Harlequin, coll. « Best-Sellers », 2012 ((en) Kidnap & Ransom, 2010)

### SérieExpérience Noa Torson
1. Ne t'arrête pas, Nathan, 2015 ((en) Don't Turn Around, 2012)
2. Ne regarde pas, Nathan, 2015 ((en) Don't Look Now, 2013)
3. N'oublie pas, Nathan, 2016 ((en) Don't Let Go, 2014)

### SérieAmber and Grace
- Killing Me (2023)
- Slaying You (2025)